# Sexshop
Sexshop også kaldet sexbutik er en detailhandler, der sælger produkter relateret til seksuel og erotisk underholdning, bl.a. sexlegetøj såsom vibratorer og dildoer og andre relaterede produkter som fx lingeri og pornofilm. Verdens første sexshop åbnede i 1962 af Beate Uhse AG i Angelbogade 58 i Flensborg.
Nogle af de første sexshops i Danmark åbnede i starten af 1970'erne og nogle af disse sexshops lever stadig den dag i dag og har rundet mere end 40 år. Findes især på Istedgade i København.
Sexkino i Odense er åbnet i 1970.